# The Best of Eric B. and Rakim
Albums de Eric B. & Rakim
Don't Sweat the Technique
(1992) Classic
(2003)
20th Century Masters - The Millennium Collection: The Best of Eric B. & Rakim est une compilation d'Eric B. & Rakim, sortie le 19 juin 2001.

## Liste des titres
| No  | Titre                                   | Durée |
| --- | --------------------------------------- | ----- |
| 1.  | I Know You Got Soul                     | 4:44  |
| 2.  | Eric B. Is President                    | 6:17  |
| 3.  | I Ain't No Joke                         | 3:52  |
| 4.  | Paid in Full (Seven Minutes of Madness) | 7:09  |
| 5.  | Follow the Leader                       | 5:32  |
| 6.  | Lyrics of Fury                          | 4:15  |
| 7.  | Microphone Fiend                        | 5:18  |
| 8.  | Let the Rhythm Hit 'Em                  | 5:24  |
| 9.  | In the Ghetto                           | 5:26  |
| 11. | The Punisher                            | 4:07  |
| 12. | Know the Ledge                          | 3:59  |